# Видом, Гарольд
Гарольд Видом (англ. Harold Widom; 23 сентября 1932, Ньюарк, Нью-Джерси — 20 января 2021) — американский математик, профессор Калифорнийского университета в Санта-Крус (1968), почетный профессор (1994). Известен своим вкладом в теорию операторов и случайных матриц.

## Биография
Видом учился в Городском колледже Нью-Йорка до 1951 года, во время учёбы был одним из победителей Математического конкурса Уильяма Лоуэлла Патнэма (1951). В Чикагском университете получил докторскую степень под руководством Ирвинга Каплански (1955). Он преподавал математику в Корнельском университете (1955-1968), где начал свою работу над операторами Тёплица и Винера-Хопфа, отчасти под влиянием Марка Каца. Стал профессором факультета математики Калифорнийского университета в Санта-Круз в 1968 году, почетным профессором в 1994 году.

## Исследования
Областью его исследований были интегральные уравнения и теория операторов, в частности определение спектров полубесконечной матрицы Тёплица и операторов Винера-Хопфа, а также асимптотическое поведение спектров различных классов операторов. Последние рассматривались как псевдодифференциальные операторы (обобщающие как интегральные, так и частные дифференциальные операторы) на многообразиях.
Его математический вклад вместе с Крейгом Трейси был отмечен присуждением нескольких премий за их совместную работу по функциям распределения Трейси-Уидома для случайных матриц. С тех пор было показано, что такие распределения возникают во многих физических моделях, в моделях случайного роста и в асимптотической комбинаторике.
Он был автором двух книг и более 120 журнальных статей, редактором журналов англ. Asymptotic Analysis, англ. Journal of Integral Equations and Applications и англ. Mathematical Physics, Analysis and Geometry, а также почётным редактором журнала англ. Integral Equations and Operator Theory.

## Награды
- Член Американского математического общества (2012)[5].
- Премия Норберта Винера по прикладной математике (2006), совместно с Крейгом Трейси[3].
- Американская академия искусств и наук (2006).
- Премия Пойи (SIAM) (2002), совместно с Крейгом Трейси, за их работу по случайным матрицам.
- Стипендия Гуггенхайма (1967, 1972).
- Стипендия Слоуна (1964―1965).
- Национальный научный фонд (США), докторантура, (1959―1960).